# Tibor Pálffy
Tibor Pálffy (n. 22 august 1967, Târnăveni, Mureș, România) este un actor maghiar din România, care joacă la Teatrul Tamási Áron din Sfântu Gheorghe.

## Carieră
S-a născut în 1967 la Târnăveni. A absolvit în 1985 Liceul Industrial din Târnăveni, secția mecanică. În 1990 a participat cu succes la o audiție la Studioul de teatru experimental de la Gheorgheni, care fusese fondat în 1984 de către László Bocsárdi. Primul său rol important a fost Prințul Boleslaw. În 1991 a obținut Premiul pentru debut la Festivalul de Teatru Scurt de la Oradea. Începând din anul 1994 face parte din colectivul de actori de la Teatrul Tamási Áron din Sfântu Gheorghe. În 1997, Ministerul român al Culturii l-a recunoscut ca actor profesionist. În anul 2008 a absolvit Universitatea de Arte din Târgu Mureș.
A debutat în cinematografie în anul 1998, jucând în filmul Álombánya a lui László Kántor. A interpretat apoi roluri în filmele Katalin Varga (2009) și Bibliothèque Pascal (2010).

## Filmografie
- Katalin Varga (2009) - Antal
- Bibliothèque Pascal (2010) - saxofonist

## Premii
- Premiul Jászai Mari (2004)
- Nominalizat la Premiul UNITER pentru cel mai bun actor în rol secundar - pentru rolul Șambelanul din spectacolul „Ivona, principesa Burgundiei” montat de László Bocsárdi pentru Teatrul Támasi Áron din Sfântu Gheorghe - la Gala Premiilor UNITER 2009